# Сент-Майкл (остров)
Сент-Майкл (англ. St. Michael) — остров в проливе Нортон Берингова моря. Территория острова входит в состав штата Аляска, США.

## Физико-географическая характеристика
Сент-Майкл — небольшой остров, расположенный недалеко от южного побережья пролива Нортон 15 м (50 футов). В 100 км (60 милях) от острова находится устье реки Юкон и является ближайшей глубоководной бухтой на пути к реке.
Остров Сент-Майкл вместе с рядом соседних островов является частью одноимённого вулканического плато, покрывающего более трёх тысяч км² и включающего более 55 вулканов. Остров находится в северо-западной части плато и включает семь вулканических конусов.

## История
В 1833 году остров был исследован экспедицией Русско-американской компании под руководством Михаила Тебенкова и Адольфа Этолина. Они дали название острову Михайловский и заложили на нём редут Святого Михаила. К тому времени на острове находилось две инуитские деревни: Тачик и Атуик (в настоящее время Стеббинс). Укреплённый торговый пост включал ряд складских помещений, которые использовали торговцы мехом в течение зимы, до прихода кораблей после начала навигации. Торговцы собирали мех с постов на реке Юкон и Кускоквим (Колмаковский редут). С 1842 года на острове располагалась православная церковь. Остров был отправной точкой для нескольких экспедиций вверх по реке Юкон вглубь материка. Основной целью было расширение торговли, в частности, в 1838 году на реке Юкон был основан торговый пост Нулато. Кроме того, в 1865 году на острове работала экспедиция учёных по строительству телеграфа.
В 1867 году остров, как и вся территория Аляски, были проданы США. Меховая торговля перешла в руки коммерческой компании Аляски, которая в 1870 году перекупила форт Сент-Майкл. С 1874 года на острове находится метеорологическая станция (первая в США), а с 1890-х — почтовый офис. Начиная с 1869 года остров использовался как конечная точка речного сообщения по реке Юкон, которое особенно активизируется во времена клондайкской золотой лихорадки. В 1897—1898 годах на острове работало 30 транспортных компаний, которые доставили к устью Юкона 60 речных пароходов, 20 барж и ряд других судов. За маршрут из Сент-Майкла в Доусон, который занимал от 6 недель до двух месяцев, пассажиры платили 125—220 долларов.
В 1908—1911 годах американские инженеры работали над углублением канала южнее Сент-Майкла. Это позволило сделать маршрут около острова более безопасным. Вместе с тем, с увеличением железнодорожного транспорта, в частности строительством трассы White Pass and Yukon Railway, маршрут через остров стал менее популярным.